# Chantal Bertouille
Chantal Bertouille (Ronse, 17 april 1955) is een Belgisch voormalig lid van het Waals Parlement.

## Levensloop
Bertouille is beroepshalve kinesitherapeute. Ze is een dochter van voormalig liberaal minister André Bertouille.
Ze begon haar politieke carrière in 1976 toen ze op 21-jarige leeftijd tot gemeenteraadslid van Komen-Waasten verkozen werd voor de PRL. Ze bleef gemeenteraadslid tot in 2018 en was van 1995 tot 2018 oppositieschepen. Van 1988 tot 2001 was voorzitter van de plaatselijke PRL-afdeling. In 2001 werd ze voorzitter van de PRL-afdeling van het arrondissement-Komen-Moeskroen en in 2002 werd ze ondervoorzitter van de MR-federatie Oost-Henegouwen.
In 1995 werd ze tevens verkozen als lid van het Waals Parlement voor het arrondissement Doornik-Aat-Moeskroen. Dit mandaat behield ze tot de Waalse verkiezingen van 2014. In het Waals Parlement was ze tussen 1999 en 2001 voorzitter van de PRL-FDF-MCC-fractie, die later zou uitgroeien tot de MR.
In 2003 werd Bertouille verkozen in de Kamer van volksvertegenwoordigers, maar ze besloot om in het Waals Parlement te blijven zetelen en liet zich als volksvertegenwoordiger vervangen door Denis Ducarme.